# Tacuarendí
Tacuarendí é uma comuna da província de Santa Fé, na Argentina.